# Emergency Shipbuilding Program

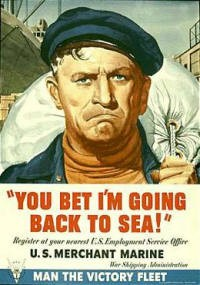
Werbeposter der War Shipping Administration

Das Emergency Shipbuilding Program (deutsch: Notfall-Schiffbauprogramm) war ein in den Jahren 1940 bis 1945 durchgeführtes Schiffbauprogramm der Vereinigten Staaten. Es war das größte jemals durchgeführte Bauprogramm dieser Art.

## Einzelheiten
Vor dem Hintergrund des anfangs erfolgreichen deutschen U-Boot-Krieges des Zweiten Weltkriegs kam es aufseiten der Alliierten zu einer Verknappung von Frachtraum. Nachdem die britische Regierung in den Vereinigten Staaten und Kanada anfangs ein Notbauprogramm für Standardfrachtschiffe in die Wege leitete, wurde schon im Herbst 1940 die kriegsentscheidende Bedeutung des Schiffbaus für die Verteidigung Großbritanniens deutlich. Bei ihrem Eintritt in den Krieg begann die US-amerikanische Regierung daraufhin, das schon in den Jahren vor dem Kriegsausbruch angelaufene und auf den Bau von fünfhundert Frachtschiffen ausgelegte Long Range Shipbuilding Program der United States Maritime Commission (MARCOM) in das weitaus größere Emergency Shipbuilding Program zu überführen. Ziel des unter dem Begriff Ships for Victory bekannt gewordenen Programms war die Konstruktion und der Bau von großen Stückzahlen von Frachtschiffen. Im Laufe des Programms entstand so unter Federführung der MARCOM eine Reihe von Standardschiffsentwürfen. Die Liste der gebauten Schiffstypen umfasste außer den bekannten Frachtschiffsbaureihen der Liberty-Frachter und Victory-Schiffe auch die C1-Schiffe, C2-Schiffe, C3-Schiffe und T2-Tanker. Insgesamt entstanden bis Kriegsende 5777 seegehende Schiffe unter der Ägide der Maritime Commission. Obgleich die einfach konstruierten Kriegsbauten zum Teil für nur sehr kurze Einsatzzeiten ausgelegt waren, blieb ein Großteil der so entstandenen Schiffe bis weit in die 1960er Jahre im Einsatz.